# گل قند
گل قند یکی از شیرینی‌های محلی در استان گیلان است. مواد این شیرینی را گل محمدی تازه شمال و پودر قند تشکیل می‌دهد. گل قند به مربای غلیظ شباهت دارد. گل قند بسیار مقوی است و در گیلان جنبهٔ دارویی دارد مخصوصاً این خوراک برای اشخاصی که ناراحتی معده یا ضعف قلب دارند تجویز می‌شود.